# Royal Bank of Scotland (Glasgow)

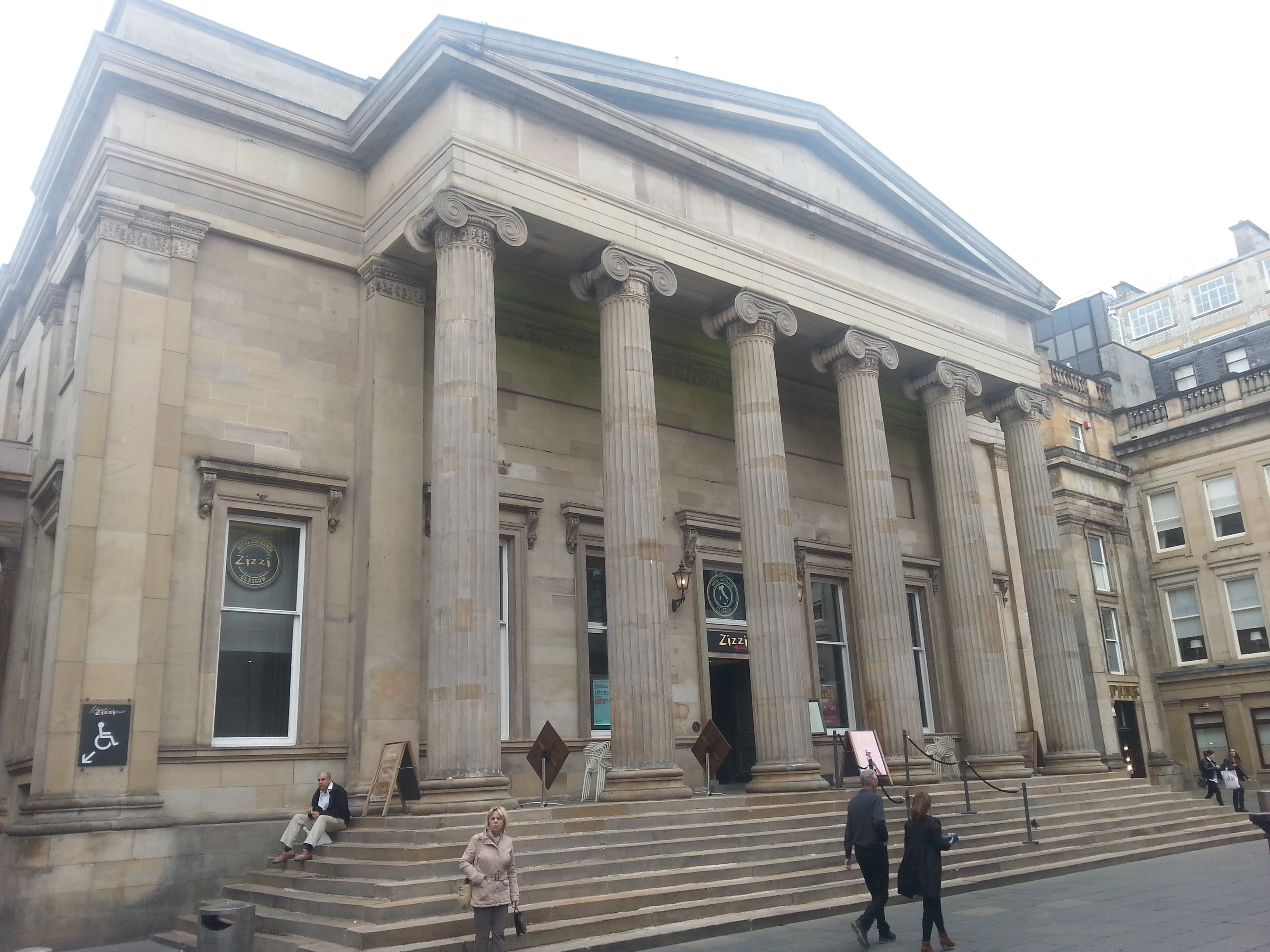
Royal Bank of Scotland

Der ehemalige Verwaltungssitz der Royal Bank of Scotland in der schottischen Stadt Glasgow ist ein Geschäftsgebäude. 1966 wurde es als Einzeldenkmal in die schottischen Denkmallisten in der höchsten Denkmalkategorie A aufgenommen.

## Geschichte
1827 ließ die Royal Bank of Scotland mit diesem Gebäude ihren Verwaltungssitz in Glasgow am Exchange Square errichten. Für den Entwurf zeichnet der schottische Architekt Archibald Elliot verantwortlich. 1851 wurde das Gebäude rückwärtig durch den Anbau von 92–100 Buchanan Street durch Charles Wilson erweitert. Eine Umgestaltung der Schalterhalle wurde 1873 von Peddie & Kinnear ausgeführt. Vor 1947 wurde das Gebäude überarbeitet. Der Innenraum wurde 1968 modernisiert.

## Beschreibung
Zusammen mit den flankierenden Gebäudezeilen 1–40 Royal Exchange Square und der zentral gelegenen Gallery of Modern Art bildet die ehemalige Royal Bank of Scotland sämtliche Gebäude entlang des Royal Exchange Squares im Zentrum Glasgows ab. Das Mauerwerk besteht aus hellen Sandsteinquadern. Die ostexponierte Frontfassade des klassizistisch ausgestalteten Gebäudes ist sieben Achsen weit. Es tritt ein ionischer Portikus mit Dreiecksgiebel heraus. Entlang dessen Kanten sowie entlang der Gebäudekanten ziehen sich ionische Pilaster. Der Eingangsbereich ist über eine neunstufige Vortreppe zugänglich. Schlichte Gesimse auf Konsolen bekrönen die länglichen Fenster sowie das Eingangsportal. Detailreich ornamentierte Bögen überspannen die Durchgänge zwischen der Royal Bank of Scotland und den umliegenden Gebäuden.